# Vigdís Finnbogadóttir
Vigdís Finnbogadóttir, islandska političarka, * 15. april 1930.
Od leta 1980 do 1996 je bila predsednica Islandije. Kot prva ženska na svetu je bila demokratično izvoljena za državno poglavarko. S točno šestnajstimi leti službovanja ima tudi do danes najdaljši staž med ženskimi predsednicami. Danes je dejavna kot Unescova ambasadorka dobre volje in članica Madridskega kluba.